# Augusto Fraga
Augusto Fraga (* 18. September 1910 in Lissabon; † 6. Januar 2000 ebenda) war ein portugiesischer Regisseur, Schauspieler, Drehbuchautor und Filmkritiker.

## Leben
Augusto Fraga war Journalist und schrieb in den 1930er bis 1940er Jahren über das Kino in den Filmzeitschriften Imagem, Animatógrafo, und vor allem Cinéfilo, deren Direktor er 1938/39 war. 1935 wechselte er erstmals auf die aktive Seite des Films, als Assistent beim Schnitt von José Leitão de Barros’ Film As Pupilas do Senhor Reitor. Er assistierte auch beim Schnitt von O Trevo de Quatro Folhas (1936), von Chianca de Garcia, mit dem er danach das Drehbuch zu dessen A Rosa do Adro (1938) schrieb.
1940 drehte er dann seinen ersten Film, einen vom Propagandasekretariat (Secretariado da Propaganda Nacional, SPN) des Estado Novo-Regimes bestellten Kurzfilm im Rahmen der 800-Jahr-Feier Portugals. Nachdem er sich einige Zeit auf seine Tätigkeit als Journalist beschränkte, kehrte er 1947 zum Film zurück. Er drehte eine Reihe über Musikszenen, u. a. mit Fado-Liedern von Amália Rodrigues, die im Radio populär geworden waren. Im selben Jahr begann Fraga, als Schauspieler zu wirken.
Er assistierte dem ehemaligen UFA-Schauspieler Arthur Duarte 1952 bei A Garça e a Serpente und 1956 bei O Noivo das Caldas, ebenso bei Perdigão Queirogas Os Três da Vida Airada (1956), und bei Henrique Campos’ Filmen Duas Causas (1952) und Rosa de Alfama (1953). 1958 drehte er dann seinen ersten Spielfilm in voller Länge. Sangue Toureiro war der erste Farbfilm im Kino Portugals, und wartete mit Amália Rodrigues und dem damals populären Stierkämpfer Diamantino Viseu in den Hauptrollen, und dem beliebten Komiker Raul Solnado in einer Nebenrolle auf. Dennoch blieb ihm der Erfolg verwehrt, auf Grund des schwachen Drehbuchs und des seit 1957 aufgekommenen staatlichen Fernsehens der Rádio e Televisão de Portugal. Es folgten eine Reihe Dokumentar- und Spielfilme, darunter einer seiner größten Erfolge, Uma Hora de Amor (1964), in dem der damals besonders populäre Sänger António Calvário mitspielte sowie die ebenso populäre Sängerin Madalena Iglésias. Fraga sorgte mit diesem Film, mitten in der durch überholte Konzepte und das aufgekommene Fernsehen ausgelösten Krise des Portugiesischen Films, für einen Kassenerfolg.
Er beschränkte sich danach wieder auf seinen Journalistenberuf und drehte nur wenig. Nach der Nelkenrevolution trat er erst 1976 wieder in die Öffentlichkeit, als Autor zahlreicher Unterhaltungs-Bühnenstücke für das Revuetheater Teatro Maria Vitória, die er bis tief in die 1980er Jahre hindurch schrieb.

## Rezeption
Fraga gehörte der, von der Kritik gelegentlich als "verlorene Generation" bezeichneten Reihe Regisseure an, die erst nach der Erfolgszeit des Portugiesischen Unterhaltungsfilms der 1930er und 1940er zu drehen begannen, und die zum folgenden Novo Cinema der jungen, aufbegehrenden Regisseure ab 1962 keinen Bezug fanden. Das Werk Fragas blieb für die Kritik durchweg bedeutungslos und fand nur teilweise den Zuspruch des Publikums.

## Filmografie

### Regisseur
- 1940: Portugal, Oito Séculos de História
- 1947: Fado do Emigrante
- 1957: Paisagem Atlântica
- 1958: Prisões de Vidro
- 1958: Sangue Toureiro (auch Drehbuch)
- 1958: O Tarzan do 5° Esquerdo (auch Drehbuch)
- 1960: Terra Mãe
- 1960: Terra Ardente
- 1960: O Passarinho da Ribeira (auch Produzent)
- 1961: Angola
- 1961: Raça
- 1962: Um Dia de Vida
- 1964: ABC a Preto e Branco
- 1964: Uma Hora de Amor
- 1965: Vinte E Nove Irmãos
- 1966: A Voz do Sangue (auch Drehbuch)
- 1970: As Ilhas do Meio do Mundo
- 1971: Traição Inverosímil

### Schauspieler
- 1947: Viela - Rua sem Sol; R: Ladislao Vajda
- 1947: Barrio (auch Schnittassistent); R: Ladislao Vajda
- 1947: Mañana como hoy; R: Mariano Pombo
- 1949: Cantiga da Rua; R: Henrique Campos
- 1950: Sonhar É Fácil; R: Perdigão Queiroga
- 1954: Parabéns, Senhor Vicente!; R: Arthur Duarte
- 1955: Nubes de verano; R: Arthur Duarte